# ادای بنیتز
ادای بنیتز (انگلیسی: Aday Benítez؛ زادهٔ ۱۶ دسامبر ۱۹۸۷) بازیکن فوتبال اهل اسپانیا است.
از باشگاه‌هایی که در آن بازی کرده‌است می‌توان به باشگاه فوتبال ژیرونا و باشگاه ورزشی تنریف اشاره کرد.